# إريك باتلر
اريك باتلر (بالإنجليزية: Eric Butler) هو سياسي أسترالي، ولد في 7 مايو 1916 في أستراليا، وتوفي في 7 يونيو 2006 في نفس البلد.